# Lukas (Jahrmarktattraktion)

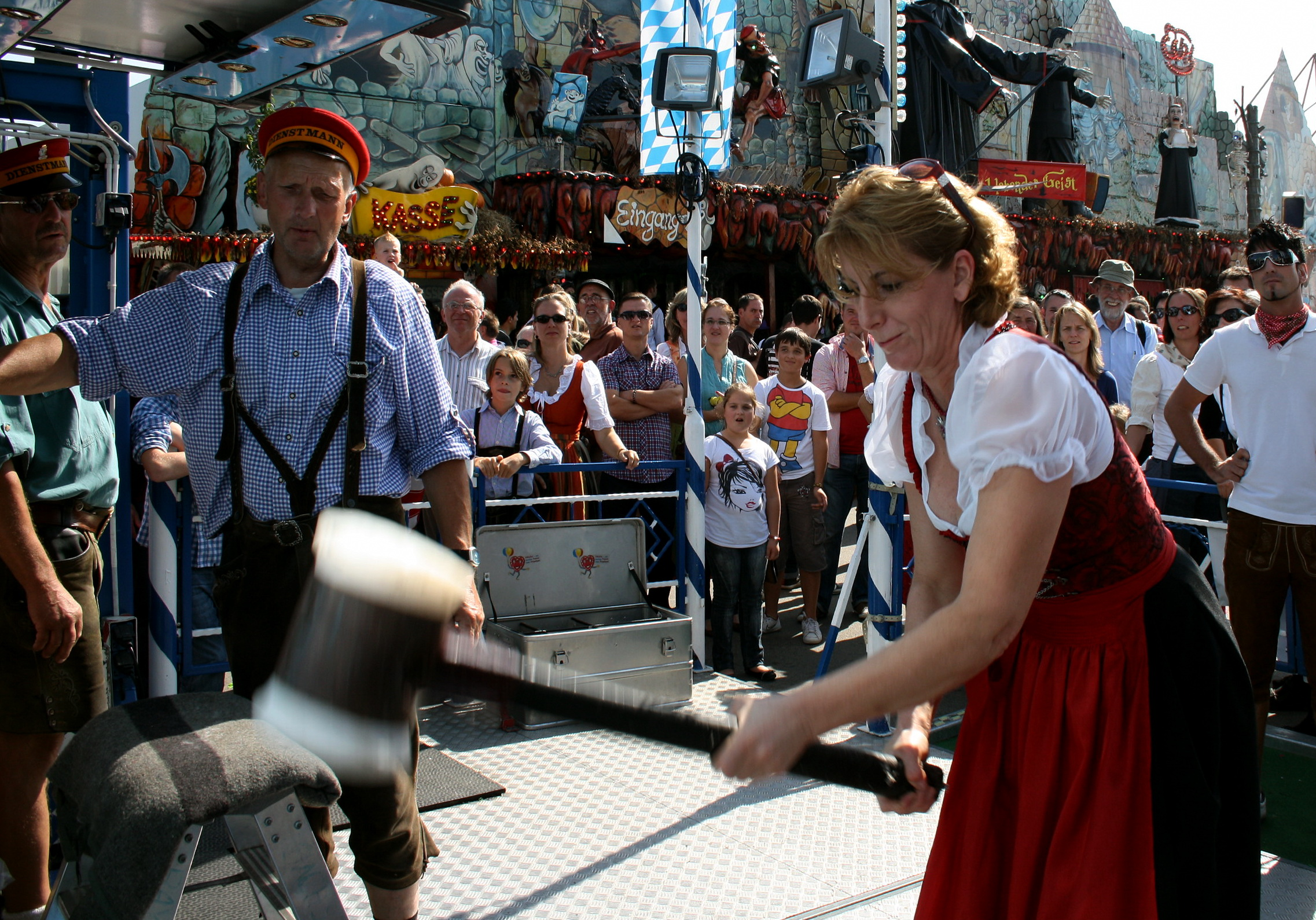
Auf dem Oktoberfest in München

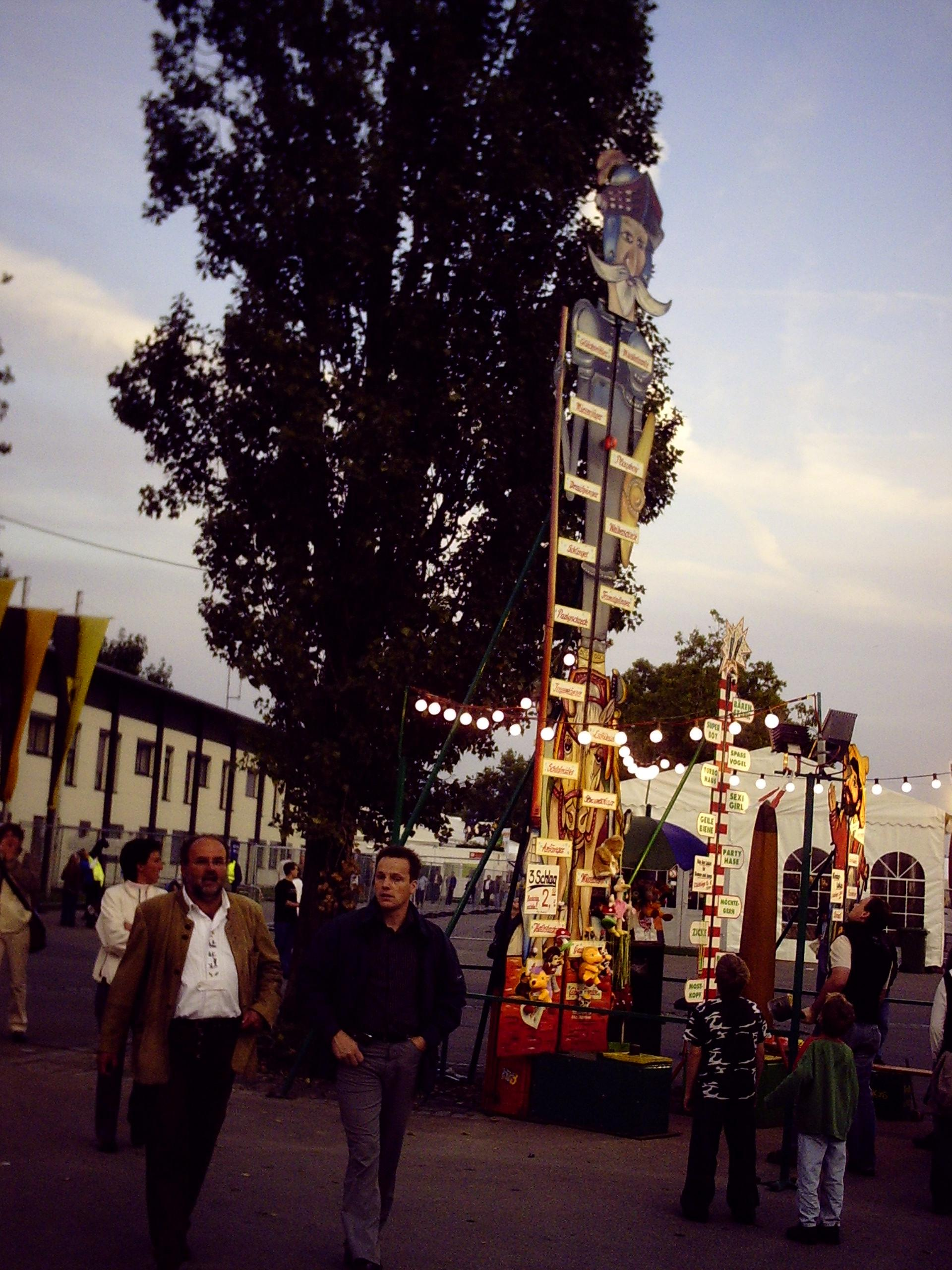
Ein Lukas auf dem Cannstatter Wasen 2006

Ein Lukas oder Hau den Lukas ist eine Jahrmarktattraktion, bei der der Teilnehmer mit einem beidhändig geführten Vorschlaghammer mit großem rundem, meist aus Hartkunststoff bestehendem Kopf auf einen gefederten Knopf schlägt.
Aus Sicht des Teilnehmers hinter dem Knopf befindet sich, vertikal verlaufend, ein durchsichtiges Rohr/eine Schiene, in dem/an der wiederum ein Metallkörper mit einer bestimmten Masse längs beweglich angebracht ist. Der Schlag auf den Knopf wird innerhalb der Vorrichtung in einen Impuls nach oben auf den Metallkörper umgesetzt. In Abhängigkeit von der Zielgenauigkeit sowie vor allem der hierbei aufgebrachten Schlagenergie wird jener Metallkörper nach oben beschleunigt. Je mehr Kraft man beim Schlag aufwendet, umso höher steigt der Körper.
Sollte der Körper genug Geschwindigkeit haben, das obere Ende des Rohres/der Schiene zu erreichen, so löst er entweder auf mechanischem oder elektrischem Weg ein Klingelsignal aus.
Neben rein mechanischen Ausführungen gibt es auch elektronische Varianten mit Sensoren.

## Kulturelle Bedeutung
Der Bud-Spencer-Film Buddy haut den Lukas führt die Jahrmarktsattraktion im Titel. Gemeint ist eine Szene gegen Ende, in der der Sheriff „auf den Lukas haut“ und so einen Gegner K. o. schlägt. Der Lukas spielt auch in vielen Zeichentrickfilmen wie Popeye eine Rolle als Gerät zum Mittel der Kraftmessung. In einem Tom-und-Jerry-Film ist er Bestandteil einer komplizierten Mausefalle.